# Phaeothamniales
Phaeothamniales é uma ordem de microalgas heterocontes da classe Phaeothamniophyceae. Inclui o género Antarctosaccion (família Phaeosaccionaceae).

## Taxonomia e sistemática
A posição taxonómica das Phaeothamniales não é consensual, sendo colocada por alguns autores na classe Chrysophyceae,. por outros na classe Phaeophyceae. As taxonomias mais recentes colocam a ordem numa classe autónoma, as Phaeothamniophyceae R.A.Andersen & J.C.Bailey, 1998
A ordem Phaeothamniales inclui as seguintes famílias:
- Phaeosaccionaceae
- Phaeothamniaceae Hansgirg, 1886